# Lammerville
Lammerville és un municipi francès situat al departament del Sena Marítim i a la regió de Normandia. L'any 2007 tenia 318 habitants.

## Demografia

### Població
El 2007 la població de fet de Lammerville era de 318 persones. Hi havia 124 famílies de les quals 24 eren unipersonals (8 homes vivint sols i 16 dones vivint soles), 48 parelles sense fills, 48 parelles amb fills i 4 famílies monoparentals amb fills.
La població ha evolucionat segons el següent gràfic:
Habitants censats

### Habitatges
El 2007 hi havia 147 habitatges, 127 eren l'habitatge principal de la família, 16 eren segones residències i 3 estaven desocupats. 144 eren cases i 2 eren apartaments. Dels 127 habitatges principals, 115 estaven ocupats pels seus propietaris, 7 estaven llogats i ocupats pels llogaters i 5 estaven cedits a títol gratuït; 8 tenien dues cambres, 19 en tenien tres, 35 en tenien quatre i 65 en tenien cinc o més. 112 habitatges disposaven pel capbaix d'una plaça de pàrquing. A 43 habitatges hi havia un automòbil i a 72 n'hi havia dos o més.

### Piràmide de població
La piràmide de població per edats i sexe el 2009 era:
| Homes | Edats   | Dones |
| ----- | ------- | ----- |
| 0     | 95 o +  | 0     |
| 0     | 90 a 94 | 0     |
| 0     | 85 a 89 | 0     |
| 0     | 80 a 84 | 4     |
| 0     | 75 a 79 | 4     |
| 16    | 70 a 74 | 4     |
| 12    | 65 a 69 | 16    |
| 4     | 60 a 64 | 4     |
| 8     | 55 a 59 | 12    |
| 20    | 50 a 54 | 8     |
| 8     | 45 a 49 | 16    |
| 16    | 40 a 44 | 16    |
| 12    | 35 a 39 | 0     |
| 4     | 30 a 34 | 8     |
| 4     | 25 a 29 | 8     |
| 8     | 20 a 24 | 12    |
| 20    | 15 a 19 | 24    |
| 4     | 10 a 14 | 12    |
| 8     | 5 a 9   | 12    |
| 0     | 0 a 4   | 8     |

## Economia
El 2007 la població en edat de treballar era de 214 persones, 176 eren actives i 38 eren inactives. De les 176 persones actives 165 estaven ocupades (88 homes i 77 dones) i 11 estaven aturades (4 homes i 7 dones). De les 38 persones inactives 12 estaven jubilades, 12 estaven estudiant i 14 estaven classificades com a «altres inactius».

### Ingressos
El 2009 a Lammerville hi havia 124 unitats fiscals que integraven 328 persones, la mediana anual d'ingressos fiscals per persona era de 17.595 €.

### Activitats econòmiques
Dels 12 establiments que hi havia el 2007, 1 era d'una empresa alimentària, 5 d'empreses de construcció, 5 d'empreses de comerç i reparació d'automòbils i 1 d'una empresa financera.
Dels 3 establiments de servei als particulars que hi havia el 2009, 2 eren lampisteries i 1 electricista.
L'any 2000 a Lammerville hi havia 22 explotacions agrícoles que ocupaven un total de 720 hectàrees.

## Poblacions més properes
El següent diagrama mostra les poblacions més properes.